# Polyamia brevipennis
Polyamia brevipennis är en insektsart som beskrevs av Delong och Davidson 1935. Polyamia brevipennis ingår i släktet Polyamia och familjen dvärgstritar. Inga underarter finns listade i Catalogue of Life.